# Voyage (Zoë-Më-Lied)
Voyage ist ein französischsprachiges Lied, das von Zoë Kressler, Emily Middlemas und Tom Oehler komponiert und getextet wurde. Der von der Schweizer Singer-Songwriterin Kressler unter ihrem Künstlernamen Zoë Më interpretierte Titel war der Schweizer Beitrag zum Eurovision Song Contest 2025 in Basel.

## Hintergründe
Die SRG SSR gab am 5. März 2025 bekannt, dass Zoë Më die Schweizer Vertreterin für den kommenden Eurovision Song Contest sein werde. Der Titel wurde am 10. März 2025 veröffentlicht. Im Suisa-Songwriting-Camp wurde der mit Strophe, Bridge und Refrain von Zoë Më schon ausgearbeitete Song mit den international erfahrenen Produzenten Emily Middlemas und Tom Oehler komplettiert. Produziert wurde er von Oehler und Pele Loriano. Wie der österreichische Beitrag aus demselben Jahr, Wasted Love, wurde auch Voyage vom Budapest Scoring Orchestra eingespielt. Zoltán Pad dirigierte.

## Inhaltliches
Kressler erklärte, sie wolle die Zuhörer mit dem Titel «auf eine Reise zu mehr Menschlichkeit» einladen. Voyage sei ihre Antwort auf Mobbing und Negativität, wie es etwa in sozialen Medien vorkomme. Die im Liedtext aufgeführten Blumen («Les fleurs sont plus belles quand tu les arroses») seien mit Menschen vergleichbar, welche zur «schönsten Version unserer selbst» werden können, wenn man sich mit Respekt begegne.
Das Lied ist eine ruhige Ballade, die anfangs lediglich von Klavier und Kresslers Stimme getragen werde, ehe pizzicato gespielte Streicher hinkommen. Die Instrumentierung erreicht ihren Höhepunkt mit Perkussions- und Blasinstrumenten während der Bridge, wobei das Ende des Liedes einzig mit Zoë Mës Stimme und dem Piano wieder abschliesst.
Der Titel wird vollständig auf Französisch gesungen.

## Veröffentlichung
Der Titel wurde am 10. März 2025 als Musikstream veröffentlicht. Gleichzeitig erschien ein Musikvideo, das unter der Leitung von Ruy Okamura entstand.

## Mitwirkende
- Gesang: Zoë Më
- Musik, Text: Emily Middlemas, Tom Oehler, Zoë Kressler
- Produzent: Pele Loriano, Tom Oehler
- Arrangement: Wojciech Kostrzewa
- Mastering: Stuart Hawkes
- Abmischung, Schlagzeug, Synthesizer: Tom Oehler
- Dirigent: Zoltán Pad
- Orchester: Budapest Scoring Orchestra
- Klavier: Benji BNJI Schmid
- Schlagzeug: Wojciech Kostrzewa
- Programmierung: Wojciech Kostrzewa
- Aufnahmeingenieur: Dénes Rédly
- Studioassistent: Patrik Veréb

## Beim Eurovision Song Contest
Mit dem Titel nahm die Schweiz am Eurovision Song Contest 2025 teil. Als Gastgeberland war sie direkt für den Final qualifiziert, das am 17. Mai stattfand. Von Startnummer 19 aus erreichte die Schweiz 214 Punkte von den Jurys, jedoch keine von den Zuschauern. Daraus resultierte der zehnte Platz.

## Rezeption
Ane Hebeisen vom Tages-Anzeiger bezeichnete Voyager als «antizyklische[n] Move, der vom Gesamteuropa in der gegenwärtigen Verfassung durchaus geschätzt werden könnte» und schrieb, die Schweiz setze auf Deeskalation sowie «musikalische und showtechnische Abrüstung». Jedoch wurde angemerkt, dass der Titel auch «anheimelnd und zu unaufgeregt» klinge, als dass er beim Wettbewerb herausstechen könne.
Stefan Künzli vom St. Galler Tagblatt rechnete dem Titel nur Aussenseiterchancen aus und bemerkte, dass Voyager ein «Song für Herz und Seele, ein himmlischer Chanson in französischer Sprache» sei.

## Chartplatzierungen
| ChartsChartplatzierungen | Höchstplatzierung | Wochen |
| ------------------------ | ----------------- | ------ |
| Österreich (Ö3)          | 37 (1 Wo.)        | 1      |
| Schweiz (IFPI)           | 7 (5 Wo.)         | 5      |